# Giovanni Antonio De Pieri
Giovanni Antonio de' Pieri (o di Pieri, Pieri, detto "lo Zoppo" o "il Zotto"; Vicenza, 1º agosto 1671 – Vicenza, 19 novembre 1751) è stato un pittore italiano, attivo principalmente nel Vicentino.

## Biografia
Detto "lo Zoppo" per una menomazione fisica, operò nel territorio della Repubblica Veneta e fu allievo di Francesco Maffei. Nella pinacoteca civica di Vicenza sono conservate diverse sue opere.
Secondo Renato Cevese:
Avrà come aiutante e convivente un'altra pittrice vicentina, Rosa Pozzolo, la quale fu costituita erede.

## Opere
- Pala d'altare, Duomo di S. Maria e S. Vitale, Montecchio Maggiore (VI)
- Chiesa di Santa Corona, Vicenza[1]
- Pala d'altare con Sant'Antonio e Madonna, Chiesa di Santa Croce detta dei Carmini, Vicenza[2]
- Pala raffigurante Gloria di San Mauro Abate, sull'altare maggiore della Pieve di San Mauro abate, a Costozza di Longare (VI)[3].
- Pala con San Girolamo trasportato in cielo dagli angeli (1727), Chiesa di San Marco in San Girolamo, Vicenza[4]
- Pala d'altare, Chiesa parrocchiale, Camisano Vicentino[5]
- Pala d'altare con  I Santi Filippo, Giacomo e Rocco e la Santissima Trinità che incorona la Vergine, chiesa parrocchiale di Monte Magrè di Schio
- Chiesa di Sant'Agnese, Treviso[6]
- Duomo di Rovigo[7]
- Chiesa parrocchiale, Brognoligo di Monteforte d'Alpone (Verona)
- Collezione di disegni, Museo Civico Pinacoteca di Palazzo Chiericati, Vicenza
- Collezione di disegni, Museo civico, Bassano del Grappa (VI)
- Pala d'altare, San Sebastiano, Cornedo Vicentino (VI)